# Kinesisk niltava
Kinesisk niltava (Niltava oatesi) är en asiatisk fågel i familjen flugsnappare inom ordningen tättingar. Den förekommer bergsskogar från östra Himalaya till södra Kina. Kinesisk niltava och taiwanniltavan behandlades fram tills nyligen som en och samma art, Niltava vivida. 

## Utseende och läte
Kinesisk niltava är en stor (18–19 cm), långvingad niltava med toppig hjässa. Hanen är koboltblå på ovansidan, svart på ansikte och strupe och orange undertill. Den saknar praktniltavans blåglans på hjässa och nacke. Vidare går den orange färgen på bröstet karakteristiskt upp som en kil i den svarta strupen. Honan är brungrå med beigefärgad strupe utan praktniltavans ovalformade ljusa strupfläck.
Sången består av en kort serie med en till tre ljusa visslingar, följt av en kvitter med först höga sedan lägre toner: "tseeoo tyüdü tswee-prrit". Bland lätena hörs klart visslande "yiyou-yiyou" och hårda, genomträngande och metalliska "pit".
Jämfört med taiwanniltavan (N. vivida) är kinesisk niltava större med blekare hondräkt och avvikande sång, med kortare fraser samt färre toner och mindre variation i varje fras.

## Utbredning och systematik
Kinesisk niltava förekommer från östra Himalaya till södra Kina. Den behandlas som monotypisk, det vill säga att den inte delas in i några underarter. Fram tills nyligen behandlades oatesi som underart till Niltava vivida. När arterna delades upp flyttades det svenska trivialnamnet från vivida till oatesi, samtidigt som den senare döptes om till taiwanniltava.

## Levnadssätt
Kinesisk niltava bebor tempererad städsegrön skog och bergsbelägen blandskog på mellan 750 och 2565 meters höjd. Födan är dåligt känd men tros inkludera små ryggradslösa djur. Den har också noterats äta frukt. Uppgifter om dess häckningsbiologi saknas. Fastlandspopulationen är flyttfågel.

## Status och hot
Internationella naturvårdsunionen kategoriserar kinesisk niltava som livskraftig. Fågeln beskrivs som ovanlig i södra Kina och sällsynt i nordöstra Indien.

## Namn
Niltava kommer från namnet på praktniltavan (N. sundara) på nepalesiska, Niltau.